# Amphipholis elevata
Amphipholis elevata är en ormstjärneart som beskrevs av Nielsen 1932. Amphipholis elevata ingår i släktet Amphipholis och familjen trådormstjärnor. Inga underarter finns listade i Catalogue of Life.